# Grateful Dead Records
Grateful Dead Records je americké hudební vydavatelství, které v roce 1973 založila skupina Grateful Dead. První album, které u tohoto vydavatelství vyšlo bylo Wake of the Flood (1973). Většina pozdějších alb skupiny Grateful Dead vycházela právě u tohoto vydavatelství.